# اژدهاماهیان جنوبگان
اژدهاماهیان جنوبگان (نام علمی: Bathydraconidae) نام یک تیره از زیرراسته یخ‌ماهی است.